# کریستین گرونروس
کریستین گرونروس (به فنلاندی: Christian Grönroos) یکی از بزرگان تاریخ مدیریت بازاریابی است که دست‌کم دو حوزه بازاریابی را پایه‌گذاری کرده‌است:
- بازاریابی خدمات
- بازاریابی رابطه‌مند (فروش رابطه‌ای)